# نيمانيا ديوريشيتش
نيمانيا ديوريشيتش مواليد 23 فبراير 1992 في بودغوريتسا، جمهورية يوغوسلافيا الاشتراكية الاتحادية، هو لاعب كرة سلة مونتينيغري. بدأ مسيرته الاحترافية في سنة 2015. يلعب مع نادي جلونا غورا لكرة السلة في الدوري البولندي لكرة السلة. يحمل الرقم 42.

## روابط خارجية
- نيمانيا ديوريشيتش على موقع الاتحاد الدولي لكرة السلة (الإنجليزية)
- نيمانيا ديوريشيتش على موقع الدوري الأوروبي لكرة السلة (الإنجليزية)
- نيمانيا ديوريشيتش على موقع الدوري الإسباني لكرة السلة (الإسبانية)
- نيمانيا ديوريشيتش على موقع كرة السلة الأوروبية.كوم (الإنجليزية)
- نيمانيا ديوريشيتش على موقع كلية كرة السلة في سبورتس رفرنس.كوم (الإنجليزية)
- نيمانيا ديوريشيتش على موقع ريلجم (الإنجليزية)
- نيمانيا ديوريشيتش على موقع بروبوليرز (الإنجليزية)
- نيمانيا ديوريشيتش على موقع سبورتس رفرنس (الإنجليزية)